# 格羅夫鎮區 (北卡羅萊納州哈尼特縣)
格羅夫鎮區（英語：Grove Township）是位於美國北卡羅萊納州哈尼特縣的一個鎮區。

## 地方資料
格羅夫鎮區的面積為138.90平方千米，當中陸地面積為138.04平方千米，而水域面積為0.86平方千米。根據2020年美國人口普查的數據，當地共有人口11803人，而人口密度為每平方千米84.97人。